# James Bradley Orman

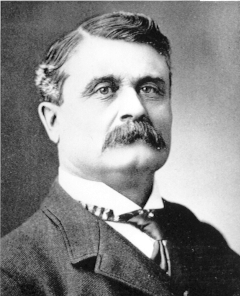
James Bradley Orman

James Bradley Orman (* 4. November 1849 in Muscatine, Iowa; † 21. Juli 1919) war ein US-amerikanischer Politiker (Demokratische Partei) und von 1901 bis 1903 der zwölfte Gouverneur des Bundesstaates Colorado.

## Frühe Jahre und politischer Aufstieg
Orman besuchte die örtlichen Schulen seiner Heimat in Iowa. Im Jahr 1869 zog er nach Denver in Colorado, wo er mit seinem Bruder eine erfolgreiche Baufirma aufbaute. Die Firma arbeitete in vielen Bereichen, die meisten Aufträge führte sie aber beim Eisenbahnbau in Colorado und Kansas aus. Sie gehörte zu den größten und erfolgreichsten Eisenbahnbaufirmen im Westen der Vereinigten Staaten.
Im Jahr 1874 zog Orman nach Pueblo. Dort begann seine politische Laufbahn, als er in den Stadtrat gewählt wurde. 1880 war er Abgeordneter im Repräsentantenhaus von Colorado und von 1883 bis 1885 Staatssenator. Im Jahr 1883 scheiterte seine Wahl zum US-Senator an nur drei Stimmen im Repräsentantenhaus des Staates. Zwischen 1897 und 1898 war er Bürgermeister von Pueblo. Am 6. November 1900 wurde er zum Gouverneur seines Staates gewählt, wobei er sich mit 54:44 Prozent der Stimmen gegen den Republikaner Frank C. Goudy durchsetzte.

## Gouverneur von Colorado
Orman trat sein neues Amt am 8. Januar 1901 an. Das größte Problem seiner zweijährigen Amtszeit war ein Arbeitskampf zwischen den Minenarbeitern und den Arbeitgebern im Bergbau. Dabei ging es um einen neuen Arbeitsvertrag, der die Arbeiter deutlich schlechter stellte als bisher und sie sogar zu Zahlungen ihrerseits verpflichtet hätte, wenn sie die Vorgaben des Vertrages nicht erfüllen konnten. Vizegouverneur David Courtney Coates konnte den Gouverneur überzeugen, dass eine Lösung auch ohne den Einsatz der Nationalgarde möglich war. Orman betraute daraufhin Coates mit den Verhandlungen zwischen den Konfliktparteien. Schließlich wurde ein Kompromiss ausgehandelt, der für einige Zeit Ruhe in den Bergbau brachte. Damals wurde auch eine Lebensmittelkommission in Colorado gegründet und eine neue Schule in Gunnison gebaut. Auch die Grundsteuer wurde reformiert.
Nach dem Ende seiner Amtszeit am 13. Januar 1903 widmete sich Orman wieder seinen privaten Geschäften. Außerdem war er zeitweise bei der US-Landbehörde beschäftigt. Er starb im Juli 1919 und wurde in Pueblo beigesetzt. James Bradley war mit Nellie Martin verheiratet, mit der er zwei Kinder hatte.